# A-B-opstelling
Een A-B-opstelling is een microfoonopstelling die als doel heeft een akoestische geluidsbron zo realistisch mogelijk in stereo op te nemen. Ze wordt veel toegepast in opnamestudio's.

## Hoe het werkt

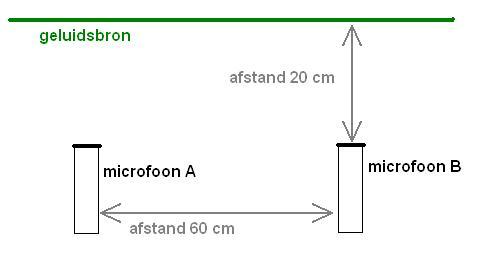
Voorbeeld van een A-B-opstelling. De afstand tussen beide microfoons is driemaal de afstand vanaf de geluidsbron.

Een A-B-opstelling maakt gebruik van twee identieke microfoons met een nier of omni-directionele richtingskarakteristiek die evenwijdig aan elkaar op gelijke afstand van de op te nemen geluidsbron zijn geplaatst.  
Om hoorbare faseverschuivingen te voorkomen moet de afstand tussen de beide microfoons drie keer de afstand zijn van de afstand tot de geluidsbron. De beide kanalen kunnen zover naar rechts en links gedraaid worden als de opnametechnicus mooi vindt. N.B. De zojuist beschreven 3 staat tot 1 verhouding is specifiek voor wat we noemen 'close miking'-opnamen, daarbij is de afstand van de microfoon tot de geluidsbron maximaal 90 centimeter.
Voor grotere afstanden tot de geluidsbron varieert de afstand tussen de microfoons tussen de 0,4 tot 3 meter.

## In de mix
Het voordeel van deze opnametechniek is dat het vrij breed en naturel klinkt. Deze techniek wordt veel toegepast bij het opnemen van akoestische gitaar en piano (kan zowel vanaf de achterkant als de voorkant (frontpaneel eraf) als in de bovenkant worden toegepast).
Het opgenomen geluid van een A-B-opstelling klinkt "directer" dan van bijvoorbeeld een MS-opstelling of een X-Y-opstelling.
Bij verkeerde microfoonplaatsing loopt men echter wel risico op een hoorbare faseverschuiving wat resulteert in een frequentie die overmatig aanwezig is in het geluid. Dit kan als (zeer) storend worden ervaren.
De keuze voor een nier of omni-directionele richtingskarakteristiek hangt er vanaf hoeveel geluid men uit de ruimte (akoestiek) wil opnemen. Bij een mooie akoestiek kan ruimtelijk geluid een waardevolle toevoeging zijn.